# Natación en los Juegos Suramericanos de 2014 - Clavados: Trampolín 3m femenino
La prueba de Trampolín 3m femenino en Santiago 2014 se llevó a cabo en el Centro Acuático del Estadio Nacional el día 16 de marzo. Participaron 10 clavadistas.

## Resultados[1]
| #                 | Clavadistas                | Puntaje por salto | Puntaje por salto | Puntaje por salto | Puntaje por salto | Puntaje por salto | Total  |
| #                 | Clavadistas                | 1                 | 2                 | 3                 | 4                 | 5                 | Total  |
| ----------------- | -------------------------- | ----------------- | ----------------- | ----------------- | ----------------- | ----------------- | ------ |
| Medalla de oro    | María Florencia Betancourt | 55.50             | 67.20             | 60.00             | 63.00             | 67.50             | 313.20 |
| Medalla de plata  | Diana Pineda               | 61.20             | 62.10             | 57.00             | 52.50             | 63.80             | 296.60 |
| Medalla de bronce | Carolina Murillo           | 57.60             | 64.80             | 56.00             | 58.80             | 57.50             | 294.70 |
| 4                 | Julia Rodrígues            | 57.40             | 56.00             | 60.20             | 56.70             | 66.00             | 291.70 |
| 5                 | Milena Canto               | 57.40             | 56.00             | 49.50             | 45.60             | 48.60             | 257.10 |
| 6                 | Wendy Espina               | 46.80             | 59.40             | 40.60             | 58.80             | 48.00             | 253.60 |
| 7                 | Norka Sabando              | 50.40             | 56.00             | 36.40             | 35.10             | 49.20             | 227.10 |
| 8                 | Lisette Ramírez            | 46.80             | 39.60             | 37.80             | 46.20             | 49.00             | 219.40 |
| 9                 | Rafaela Suárez             | 52.80             | 48.60             | 25.20             | 39.20             | 44.40             | 210.20 |
| 10                | Paula Sotomayor            | 52.65             | 29.40             | 44.80             | 58.80             | 23.80             | 209.45 |